# Cyclecar

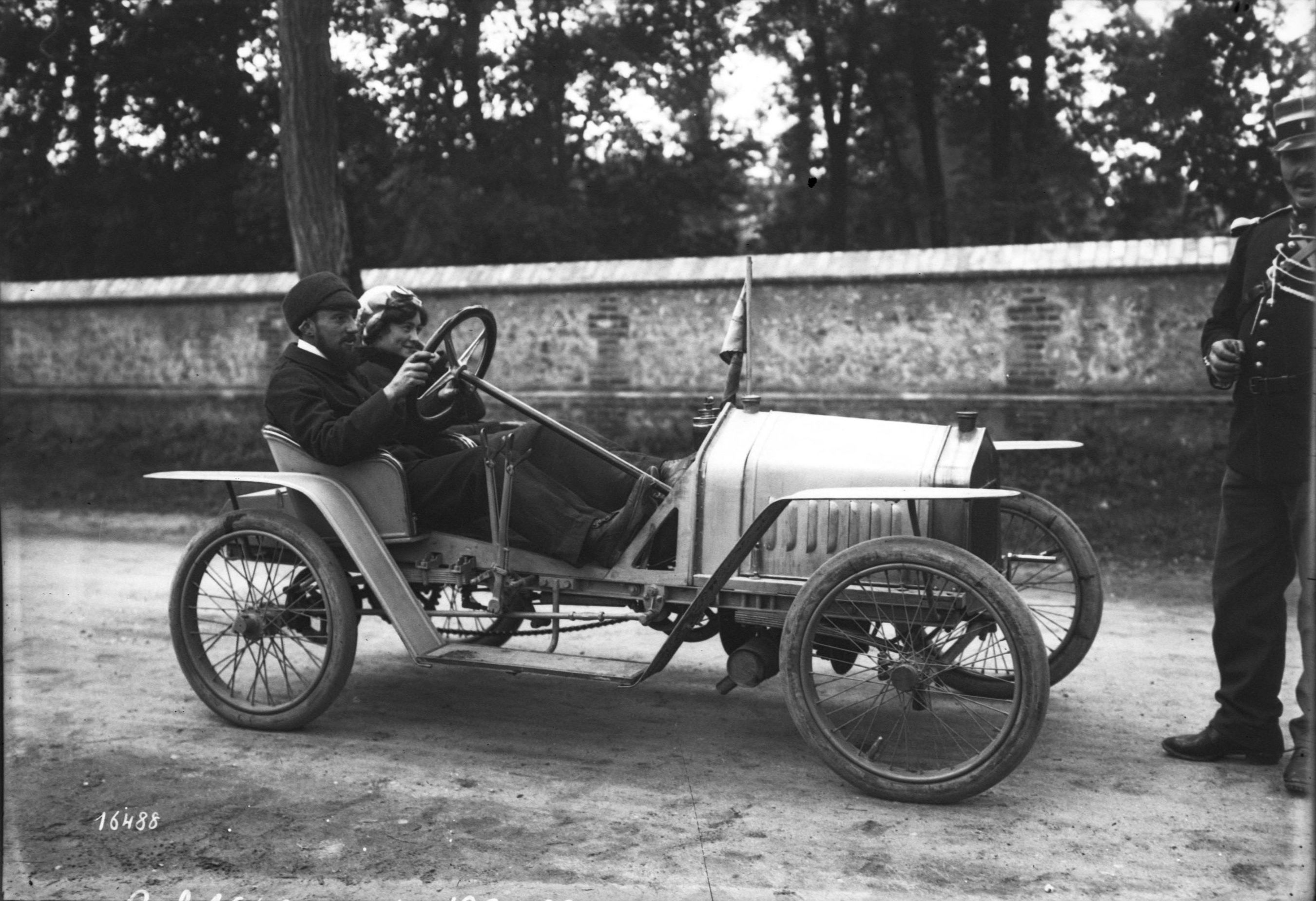
Marcel Violet met passagier in zijn Violette cyclecar bij de Gaillon heuvelklim in 1911

Een cyclecar was een kleine, lichte en goedkope automobiel die werd geproduceerd van ca. 1910 tot aan het begin van de jaren twintig.
Cyclecars werden zo licht mogelijk gebouwd en vulden het gat tussen de motorfietsen (inclusief tricars, tricycles en quadricycles) en de auto. Ze werden in veel gevallen ook geproduceerd door fabrikanten van motorfietsen, met dezelfde kleine eencilinder of V-twin-motoren. Ook de versnellingsbakken en de aandrijving (zowel riemaandrijving als kettingaandrijving) kwam van de motorfietsen. Cyclecars hadden in de meeste gevallen maximaal twee zitplaatsen.

## Ontstaan
In de jaren tien waren auto's veel duurder dan motorfietsen, die weer minder bescherming tegen de weersomstandigheden boden. Bovendien konden veel mensen niet fietsen, laat staan dat men zich waagde aan de gemotoriseerde versie van deze instabiele voertuigen. Toen er in veel landen belastingen werden geheven op basis van het gewicht van auto's ontstond vanzelf de behoefte aan lichtere automodellen.

## Geschiedenis
Cyclecars werden veelal onder de motorfietsen geschaard, zowel waar het de belasting als de rijbewijsplicht betrof. Daarom was het ook de Fédération Internationale de Motocyclisme die op 14 december 1912 met een klasse-indeling kwam. Deze ging gelden voor België, Duitsland, Frankrijk, Italië, Nederland, Oostenrijk, het Verenigd Koninkrijk en de Verenigde Staten:
| Cyclecar         | zware klasse  | lichte klasse |
| ---------------- | ------------- | ------------- |
| gewicht          | max. 350 kg   | 150–300 kg    |
| cilinderinhoud   | max. 1.100 cc | max. 750 cc   |
| banden (breedte) | max. 60 mm    | max. 55 mm    |

Alle cyclecars moesten een koppeling en een versnellingsbak hebben, maar deze konden ook zeer eenvoudig worden uitgevoerd: bij riemaandrijving kon men de riem laten slippen of op een andere poelie laten lopen.
Het hoogtepunt in het bestaan van de cyclecar lag tussen 1910 en het begin van de Eerste Wereldoorlog. In 1911 waren er minder dan een dozijn fabrikanten in het Verenigd Koninkrijk en Frankrijk, maar in 1914 waren er over de hele wereld meer dan 100 in elk van deze landen, en in heel Europa werden cyclecars geproduceerd.
In 1913 werd voor het eerst een cyclecar-race georganiseerd door de Automobile Club de France en in september 1914 wilde de Britse Auto-Cycle Union een race op het eiland Man houden, maar die kon niet doorgaan door het uitbreken van de oorlog.
Aan het begin van de jaren twintig was de populariteit van de cyclecar tanende door de opkomst van goedkope automobielen zoals de Citroën 5CV, de Clyno 11HP en de Austin Seven. Producenten van cyclecars sloten de poort of keerden terug naar de productie van motorfietsen, zoals Alcyon, Baughan, Campion, Chater Lea, Coventry Victor, Douglas, Griffon, Matchless, New Hudson, Rex en Rudge.